# North York River
North York River är ett vattendrag i Kanada.   Det ligger i provinsen Ontario, i den sydöstra delen av landet, 200 km väster om huvudstaden Ottawa. North York River ligger vid sjöarna  Branch Lake och Kingscote Lake.
I omgivningarna runt North York River växer i huvudsak blandskog. Runt North York River är det mycket glesbefolkat, med 3 invånare per kvadratkilometer.